# Lật đổ
Lật đổ (tiếng Anh: subversion, từ tiếng Latinh subvertere, 'lật đổ') đề cập đến một quá trình mà các giá trị và nguyên tắc của một hệ thống tại chỗ bị mâu thuẫn hoặc đảo ngược, nhằm biến đổi trật tự xã hội đã được thiết lập và cấu trúc quyền lực, thẩm quyền, thứ bậc của nó. và các chuẩn mực xã hội. Sự lật đổ có thể được mô tả như một cuộc tấn công vào tinh thần công chúng và “ý chí chống lại sự can thiệp là sản phẩm của sự kết hợp giữa lòng trung thành chính trị và xã hội hoặc giai cấp thường được gắn với các biểu tượng quốc gia. Sau khi thâm nhập, và song song với sự tan rã buộc các thể chế chính trị và xã hội của nhà nước, những lòng trung thành này có thể bị tách rời và chuyển sang mục đích chính trị hoặc ý thức hệ của kẻ xâm lược ". Sự lật đổ được sử dụng như một công cụ để đạt được các mục tiêu chính trị bởi vì nó thường mang lại ít rủi ro, chi phí và khó khăn hơn so với sự hiếu chiến công khai. Hơn nữa, nó là một hình thức chiến tranh tương đối rẻ và không cần đào tạo nhiều. Kẻ lật đổ là một cái gì đó hoặc một người nào đó có khả năng lật đổ ở một mức độ nào đó. Trong bối cảnh này, một "kẻ lật đổ" đôi khi được gọi là "kẻ phản bội" đối với (và thường là bởi) chính phủ cầm quyền.
Tuy nhiên, sự lật đổ cũng thường là mục tiêu của các diễn viên hài, nghệ sĩ và những người làm nghề đó. Trong trường hợp này, lật đổ có thể có nghĩa là chất vấn, chọc ngoáy và phá hoại trật tự đã được thiết lập nói chung. Khi một bộ phim hài hoặc truyện tranh được coi là có tính chất lật đổ, thì việc khen ngợi tác phẩm của họ cũng giống như một lời buộc tội, từ truyện tranh như Charlie Chaplin, Lenny Bruce, Andy Kaufman và Stephen Colbert đến các nhà văn như Paddy Chayefsky, Larry Charles và Mel Brooks, đến các nhà hoạt động như Abbie Hoffman và Michael Moore, đến các nghệ sĩ như The Yes Men và Monochrom. Châm biếm là một trong những hình thức lật đổ mạnh mẽ nhất đối với các nghệ sĩ và truyện tranh, và nó có thể xuất hiện trong các bộ phim, truyền hình, sách và thậm chí là phản đối chính trị.
Các nhóm khủng bố thường không sử dụng sự lật đổ như một công cụ để đạt được mục tiêu của họ. Lật đổ là một chiến lược sử dụng nhiều nhân lực và nhiều nhóm thiếu nhân lực cũng như các mối liên hệ chính trị và xã hội để thực hiện các hoạt động lật đổ. Tuy nhiên, những hành động của những kẻ khủng bố có thể có tác động lật đổ xã hội. Sự lật đổ có thể ngụ ý việc sử dụng các phương pháp xảo quyệt, không trung thực, tiền tệ hoặc bạo lực để mang lại sự thay đổi như vậy. 

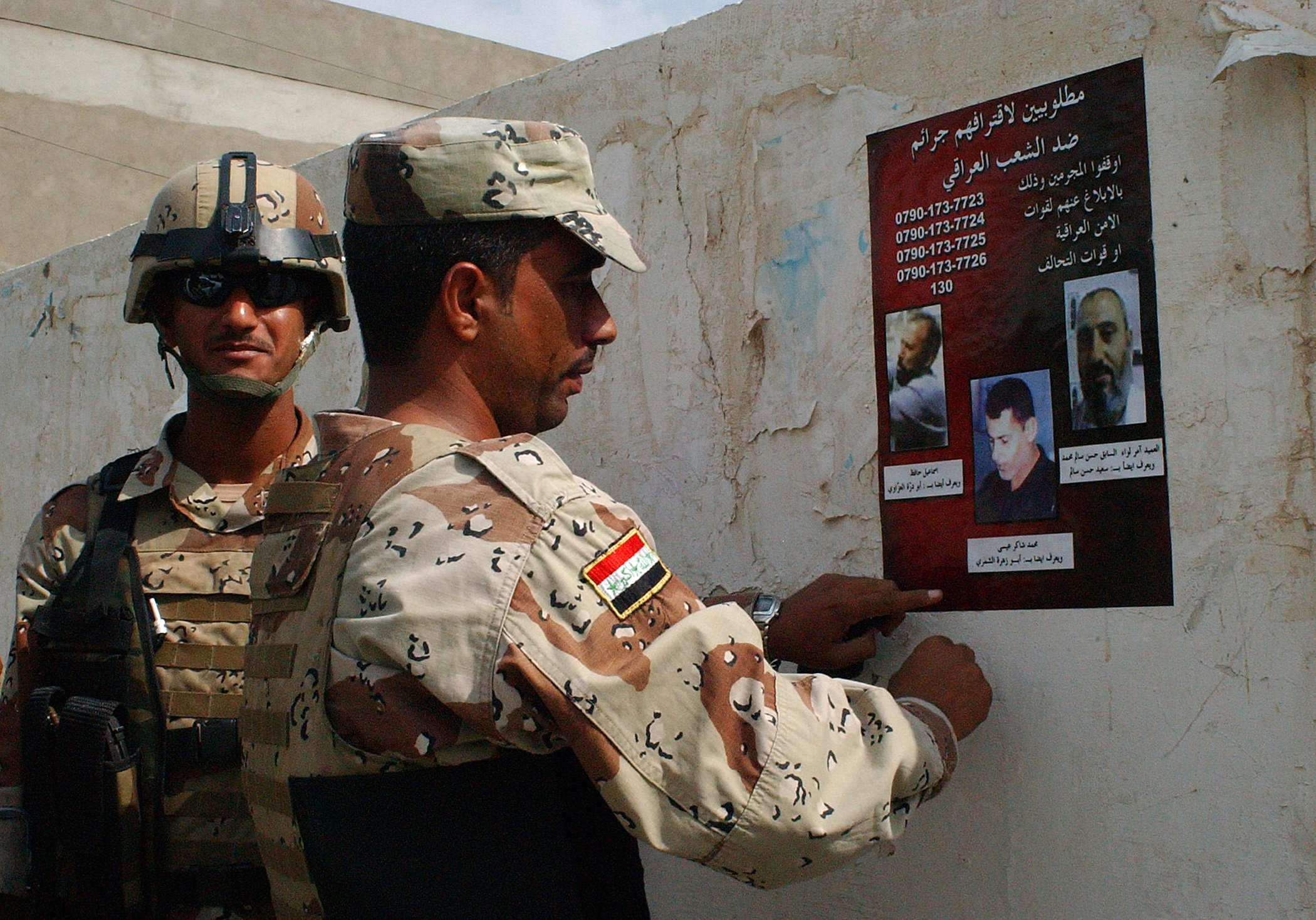
Quân đội Iraq treo áp phích truy nã quân nổi dậy.

Điều này trái ngược với phản đối, một cuộc đảo chính, hoặc làm việc thông qua các phương tiện truyền thống trong một hệ thống chính trị để mang lại sự thay đổi. Hơn nữa, sự lật đổ từ bên ngoài là nơi "nhà nước xâm lược cố gắng tuyển mộ và hỗ trợ các thành phần chính trị và quân sự bản địa để lật đổ chính phủ của họ bằng cách đảo chính". Nếu hoạt động lật đổ thất bại trong mục tiêu dẫn đến một cuộc đảo chính, thì các tác nhân và hành động của nhóm lật đổ có thể chuyển sang giai đoạn nổi loạn, nổi dậy và/hoặc chiến tranh du kích.